# Space Port Japan
Space Port Japan（スペースポート・ジャパン）とは、宇宙港の開設を目的とする一般社団法人。

## 概要
2018年7月に設立された。日本にアジア初の宇宙港の開港を目指す。